# Zilshausen
Zilshausen est une municipalité allemande située dans le land de Rhénanie-Palatinat et l'arrondissement de Rhin-Hunsrück. La commune est passée de l'arrondissement de Cochem-Zell à l'arrondissement de Rhin-Hunsrück à la suite de la suppression de la communauté des communes de Treis-Karden le 1er juillet 2014.